# Jaskinia Błotna (Wyżyna Olkuska)
Jaskinia Błotna – jaskinia w pobliżu wsi Jaroszowiec w gminie Klucze w województwie małopolskim. Znajduje się w lesie, w masywie Stołowej Góry. Odszukanie wejścia do niej jest trudne, znajduje się bowiem w lesie poza szlakami turystycznymi, nie prowadzi do niej żadna droga leśna, a w terenie brak charakterystycznych punktów. Pod względem geograficznym jaskinia znajduje się na Płaskowyżu Ojcowskim na Wyżynie Olkuskiej będącej częścią Wyżyny Krakowsko-Częstochowskiej.

## Opis jaskini
Całkowita długość jaskini wynosi 140 m, głębokość 42 m. Wejście do niej położone jest na wysokości 428 m n.p.m. Ma dwa otwory. Otwór górny to szczelina zbyt ciasna dla człowieka. Wejście do jaskini prowadzi przez dolną szczelinę, za którą znajduje się studnia o głębokości 23 m. Jest bardzo ciasna – jej szerokość na początkowym odcinku to tylko 25 cm, jaskinię penetrować więc mogą tylko szczupłe osoby. Ponadto w jaskini znajdują się progi skalne, które pokonać można tylko wspinaczką. Oprócz trudności przejścia jaskinia jest niebezpieczna – luźne skały grożą zawaliskiem. Z tego względu penetrować ją mogą tylko wykwalifikowani grotołazi.
Pierwszy bardzo ciasny odcinek studni ma długość kilkunastu metrów i pokonanie go wymaga ubezpieczenia liną. W szczelinie znajdują się żebra naciekowe i luźne kamienie. Głębiej szczelina nieco rozszerza się i na dnie studni osiąga szerokość 60 cm. Od dna odchodzą dwie szczeliny; północno-wschodnia, dostępna na długości 5 m i południowo-zachodnia prowadząca do dalszych partii jaskini.
Jaskinia powstała na rozpadlinie w wapieniach z okresu jury późnej. Ma obfitą szatę naciekową, na którą składają się duże stalaktyty, kalcytowe polewy i wełniste nacieki o dużym tempie przyrostu. Na polewach tworzy się draperia naciekowa, pola ryżowe i misy o brzegach do 10 cm wysokości. Na stalaktytach często występuje makaron, a w namulisku znajdują się potrzaskane resztki starej szaty naciekowej.

## Historia poznania i eksploracji
Jaskinię odkryli w listopadzie 1988 r. grotołazi z Bielska-Białej. Zainteresował ich wytopiony śnieg w miejscu wydostawania się z jaskini mas ciepłego powietrza. Ta szczelina była jednak zbyt ciasna, niemożliwa do przejścia, Kilka metrów poniżej niej odkryli właściwe wejście do jaskini. Po raz pierwszy jaskinię opisał A. Sanak w 8 numerze czasopisma Zacisk. Później jaskinia była badana i opisywana przez innych grotołazów. 